# Devil Came to Me
Devil Came to Me és el segon àlbum d'estudi de la banda de rock espanyola Dover. Va ser publicat el 21 d'abril de 1997 sota la companyia discogràfica Subterfuge Records.
L'àlbum d'estudi Devil Came to Me es va gravar i mesclar en 20 dies, al febrer de 1997, en els Estudis Infinity de Madrid, amb Daniel Alcover, i va costar unes 80 000 pessetes (actualment uns 480€). Amb aquest disc, Dover es va donar a conèixer i va fer un gran salt a la fama. La portada va ser dissenyada pel bateria de la banda, Jesús Antúnez, que és dissenyador gràfic.
Al 25 de setembre de 1997, el grup va aconseguir el seu primer disc d'or per les 50.000 còpies venudes de l'àlbum i posteriorment van sumar quatre discos de platí, aconseguint finalment vendre més de 800.000 discos. A causa de l'èxit de l'àlbum, Dover va obtenir el Premi Ondas al millor grup revelació espanyol, el dia 13 de novembre a Barcelona.
La cançó que dóna nom al disc es va utilitzar tant en una recopilació de cançons de grups reveladors del moment, sota el nom de Pepsi The Next Generation (1998), com en l'anunci d'una marca de refrescos nord-americana, Radical Fruit Company, la qual cosa va suposar una gran embranzida per a donar a conèixer al grup. Juntament amb les altres cançons de l'àlbum, «Loli Jackson» i «Serenade», el primer senzill de l'àlbum, es pot considerar de les més representatives del grup fins al moment.

## Publicació

### Reedició 15è aniversari
Per commemorar el 15è aniversari de l'àlbum, la discogràfica Octubre va reeditar l'àlbum amb el nom «Dover Came to Me», en diverses versions diferents i formats el 18 de juny de 2013. Aquests són:
- Edició física deluxe (2CD+1DVD) - Àlbum original remasteritzat més bonus track, 20 cançons en directe des de la Sala El Sol (Madrid) al març de 2013, videoclips oficials i entrevistes personals al grup.
- Edició digital estàndard - Àlbum original remasteritzat, més 20 cançons en directe des de la Sala El Sol (Madrid) al març de 2013.
- Edició digital deluxe (iTunes) - Àlbum original remasteritzat, més 20 cançons en directe des de la Sala El Sol (Madrid) al març de 2013, tres temes en directe (1997), set temes en directe (2013) i dos videoclips.
- Edició digital en streaming - 20 cançons en directe des de la Sala El Sol (Madrid) al març de 2013.

## Llista de cançons
Totes les cançons foren escrites i compostes per Amparo Llanos i Cristina Llanos. 
| Núm. | Títol               | Durada |
| ---- | ------------------- | ------ |
| 1.   | «Devil Came to Me»  | 4:36   |
| 2.   | «Loli Jackson»      | 3:26   |
| 3.   | «Serenade»          | 3:56   |
| 4.   | «Winter Song»       | 2:45   |
| 5.   | «La Monja Mellada»  | 1:46   |
| 6.   | «Spectrum»          | 3:38   |
| 7.   | «Rain of the Times» | 3:14   |
| 8.   | «Pangea»            | 1:58   |
| 9.   | «Push»              | 1:57   |
| 10.  | «Judas»             | 3:58   |
| 11.  | «Nightmare»         | 2:50   |
| 12.  | «Sick Girl»         | 2:39   |

## Repartiment
Membres del grup
- Cristina Llanos – Veu i guitarra acústica
- Empara Plans – Guitarres
- Jesús Antúnez – Bateria
- Álvaro Gómez – Baix

Personal tècnic
- Daniel Alcover – Gravació, mescla i materitzat.

Personal addicional
- María Jesús Velasco - Fotografía

## Llistes i certificacions

### Llistes setmanals
| Llista (1997)             | Millor posició |
| ------------------------- | -------------- |
| Llista d'àlbums espanyols | 8              |

### Llistes setmanals per a l'edició del 15è aniversari
| Llista (2013)             | Millor posició |
| ------------------------- | -------------- |
| Llista d'àlbums espanyols | 32             |

### Certificacions
| País                 | Certificació | Vendes  |
| -------------------- | ------------ | ------- |
| Espanya (PROMUSICAE) | 4× Platí     | 400.000 |

## Historial de llançaments
| País     | Data               | Format         | Discogràfica |
| -------- | ------------------ | -------------- | ------------ |
| Espanya  | 21 d'abril de 1997 | CD, LP, Casete | Subterfuge   |
| Alemanya | 31 de maig de 1999 | CD             | Intercord    |